# Heinz Sommer (Gewerkschafter)
Heinz Sommer (* 6. Januar 1924 in Dessau; † unbekannt) war ein deutscher Berghauer und Volkskammerabgeordneter für den Freien Deutschen Gewerkschaftsbund (FDGB).

## Leben
Sommer stammte aus dem Freistaat Anhalt und war der Sohn einer Arbeiterfamilie. Nach dem Besuch der Volksschule nahm er 1938 eine dreijährige Lehre zum Kupferschmied auf. Danach wurde er zur deutschen Wehrmacht einberufen. Am Ende des Zweiten Weltkrieges geriet er in Gefangenschaft. Nach seiner Rückkehr arbeitete er als Hauer im Kaliwerk Bernburg (Saale).

## Politik
Sommer trat 1946 in den FDGB ein. 1957 wurde er Mitglied der SED und als solches 1960 Mitglied der SED-Kreisleitung in Bernburg. Seit 1958 gehörte Sommer der Leitung der SED-Betriebsparteiorganmisation im Kaliwerk Bernburg an und war Mitglied der Abteilungsgewerkschaftsleitung des FDGB.
In der Wahlperiode von 1963 bis 1967 war er Mitglied der FDGB-Fraktion in der Volkskammer der DDR. 

## Auszeichnungen
- sechsfacher Aktivist der sozialistischen Arbeit
- Wettbewerbsmedaille
- 1959 Meisterhauer